# Amnon Lipkin-Shahak
Amnon Lipkin-Shahak (Telavive, 18 de março de 1944 – Jerusalém, 19 de dezembro de 2012) foi um general e político israelense.

## Carreira
Como integrante do exército israelense, participou dos conflitos Guerra dos Seis Dias, Guerra de Desgaste, Guerra do Iom Quipur, Guerra do Líbano de 1982 e Primeira Intifada. Entre 1995 e 1998 foi o chefe do Estado-Maior das Forças de Defesa de Israel.
Após deixar a vida militar em 1998, iniciou carreira política, pelo Partido do Centro. Elegeu-se ao Parlamento de Israel em 1999. Na gestão do Primeiro-ministro de Israel Ehud Barak ocupou os ministérios dos Transportes e do Turismo. Em 2003 filiou-se ao Partido Trabalhista. Faleceu em 19 de dezembro de 2012 vítima de câncer.